# Zygmunt Pietrzak
Zygmunt Pietrzak (ur. w 1935 w Warszawie, zm. 25 września 2016 w Radzyniu Podlaskim) – polski nauczyciel, popularyzator twórczości Karola Lipińskiego.

## Życiorys
Do Radzynia Podlaskiego przybył w 1945 roku. Od 1975 roku kierował tutejszym Społecznym Ogniskiem Muzycznym. Natomiast w latach 1981–1991 był dyrektorem radzyńskiej Państwowej Szkoły Muzycznej I Stopnia. W szkole tej pracował do 2001 roku, ucząc gry na fortepianie.
Od 1984 roku, wspólnie z Bialskopodlaskim Towarzystwem Muzycznym oraz Domem Kultury w Radzyniu, był organizatorem Dni Karola Lipińskiego. Przez wiele lat przewodniczył Społecznemu Komitetowi Organizacyjnemu Dni Karola Lipińskiego oraz był dyrektorem artystycznym festiwalu. W 1999 roku został jednym z założycieli, a następnie prezesem, Radzyńskiego Towarzystwa Muzycznego. Towarzystwem kierował do marca 2016 roku, kiedy to otrzymał tytuł jego honorowego prezesa.

## Nagrody i odznaczenia
W uznaniu swych zasług został odznaczony Krzyżem Kawalerskim Orderu Odrodzenia Polski (2000), Złotym Krzyżem Zasługi (1987) oraz Medalem Komisji Edukacji Narodowej (1991). Otrzymał również liczne nagrody, m.in. Nagrodę Ministra Kultury i Sztuki (1986), Wawrzyn Podlasia - Podlasianin Roku (2001), Radzynianin Roku (2003) oraz Medal zasługi dla województwa lubelskiego (2005).